# Susan Saint James
Susan Saint James, geboren als Susan Jane Miller (Los Angeles, 14 augustus 1946), is een Amerikaans actrice. Zij won in 1969 een Emmy Award voor haar rol in de serie The Name of the Game, waarvoor ze in 1970 en 1971 opnieuw werd genomineerd. In 1972, 1973 en 1975 werd ze genomineerd voor nog een Emmy voor McMillan & Wife en in 1984 en 1985 voor Kate & Allie. Voor McMillan & Wife werd ze tevens in zowel 1972, 1973 als 1974 genomineerd voor een Golden Globe.
Nadat Kate & Allie in 1989 eindigde, maakte Saint James bekend dat ze stopte met acteren. Toch speelde ze in 1996 nog een eenmalig gastrolletje in The Drew Carey Show en in 2006 in één aflevering van Law & Order: Special Victims Unit. Sinds haar stoppen als actrice, zet Saint James zich vrijwillig in voor onder meer de Special Olympics en de Telluride Association, die jonge kinderen aan educatieve middelen probeert te helpen.

## Privé
Saint James trouwde in 1981 met producent Dick Ebersol, haar derde echtgenoot. Samen kregen ze zoons William, Charles en Edward (roepnaam 'Teddy'). Ebersol, Charles en Edward bevonden zich in 2004 in een vliegtuig dat neerstortte in Colorado. Twee van hen overleefden het ongeluk, maar Edward overleed daarin op veertienjarige leeftijd.
Saint James was eerder getrouwd met Richard Neubert (1967-1968) en met grimeur Tom Lucas (1971-1977). Uit haar huwelijk met Lucas kwamen dochters Harmony en Sunshine voort. Saint James is de tante van actrice Christa Miller.

## Filmografie
*Exclusief dertien televisiefilms
- Don't Cry, It's Only Thunder (1982)
- Carbon Copy (1981)
- How to Beat the High Co$t of Living (1980)
- Love at First Bite (1979)
- Outlaw Blues (1977)
- The Cockeyed Cowboys of Calico County (1970)
- Jigsaw (1968)
- What's So Bad About Feeling Good? (1968)
- Where Angels Go Trouble Follows! (1968)
- P.J. (1968)

## Televisieseries
*Exclusief eenmalige gastrollen
- Kate & Allie - Katherine 'Kate' McArdle (1984-1989, 122 afleveringen)
- McMillan & Wife - Sally McMillan (1971-1976, 25 afleveringen)
- The Name of the Game - Peggy Maxwell (1968-1971, 21 afleveringen)
- It Takes a Thief - Charlene 'Charlie' Brown (1968-1970, vijf afleveringen)

- Biblioteca Nacional de España: XX1327840
- Bibliothèque nationale de France: cb140433185 (data)
- International Standard Name Identifier: 0000 0000 5937 8551
- Library of Congress Control Number: n95006000
- National Archives and Records Administration: 10573397
- Virtual International Authority File: 51890740
- WorldCat: E39PBJjhGFqd9gD3KGxkgBhyh3